# Past Future
Albums de Namie Amuro
Best Fiction
(2008) Checkmate!
(2011)
Singles
Past < Future est le 8e album régulier de Namie Amuro sorti sur le label Avex Trax, ou le 12e sous son seul nom en comptant celui sur le label Toshiba-EMI et trois précédentes compilations.

## Présentation
L'album sort le 16 décembre 2009 au Japon, deux ans et demi après le précédent album original de la chanteuse, Play.
Il atteint la 1re place du classement hebdomadaire des ventes de l'Oricon. Il se vend à 330 742 exemplaires la première semaine et reste classé pendant 41 semaines, pour un total de 575 501 exemplaires vendus pendant cette période, ce qui en fait sa meilleure vente d'un album depuis Genius 2000 sorti début 2000.
Il sort aussi au format "CD+DVD", incluant un DVD en supplément.
L'album contient deux titres déjà sortis précédemment dans l'année sur un single "double face A" : Wild / Dr.
Les titres Fast Car, The Meaning Of Us, Love Game et Defend Love sont diffusés en radio et en clip vidéo bien que non disponibles en singles. Les titres My Love et Copy That servent de thème pour une campagne publicitaire pour la marque Vidal Sassoon.

## Liste des titres
| CD    | CD                                                               | CD                            | CD                                                                            | CD                                                            | CD    | CD | CD | CD | CD |
| No    | Titre                                                            | Paroles                       | Musique                                                                       | Production                                                    | Durée |    |    |    |    |
| ----- | ---------------------------------------------------------------- | ----------------------------- | ----------------------------------------------------------------------------- | ------------------------------------------------------------- | ----- | -- | -- | -- | -- |
| 1.    | Fast Car (FAST CAR)                                              | Tiger                         | Anne Judith Wik, Ronny Svendsen, Robin Jensen, Nermin Harambasic, Chris Young | Dsign Music                                                   | 3:20  |    |    |    |    |
| 2.    | Copy That (COPY THAT)                                            | Michico                       | T.Kura, Michico                                                               | T.Kura for Giant Swing Productions                            | 4:25  |    |    |    |    |
| 3.    | Love Game (LOVE GAME)                                            | Double                        | Anthony Anderson, Joleen Belle, Jaden Michaels, Steve Smith                   | Anthony Anderson & Steve Smith for SA TrackWorks Productions  | 3:39  |    |    |    |    |
| 4.    | Bad Habit                                                        | Tiger                         | Hugo Lira, Thomas Gustafsson, Negin, lan-Paolo Lira                           | Hugo Lira, Thomas Gustafsson, lan-Paolo Lira for Random Music | 3:10  |    |    |    |    |
| 5.    | Steal my Night                                                   | Jeff Miyahara, Kanata Okajima | Jeff Miyahara                                                                 | Jeff Miyahara                                                 | 3:32  |    |    |    |    |
| 6.    | First Timer Feat. Doberman Inc. (FIRST TIMER feat. DOBERMAN INC) | Michico, Doberman Inc         | T.Kura, Michico, Doberman Inc                                                 | T.Kura for Giant Swing Productions                            | 5:24  |    |    |    |    |
| 7.    | Wild (WILD) (du single Wild / Dr.)                               | Michico                       | T.Kura, Michico                                                               | T.Kura for Giant Swing Productions                            | 3:18  |    |    |    |    |
| 8.    | Dr. (du single Wild / Dr.)                                       | Nao'ymt                       | Nao'ymt                                                                       | Nao'ymt                                                       | 5:41  |    |    |    |    |
| 9.    | Shut Up                                                          | Nao'ymt                       | Nao'ymt                                                                       | Nao'ymt                                                       | 4:08  |    |    |    |    |
| 10.   | My Love                                                          | Hiro                          | Hiro                                                                          | Hiro for Digz, Inc.                                           | 4:04  |    |    |    |    |
| 11.   | The Meaning of Us (The Meaning Of Us)                            | Momo "Mocha" N.               | Momo N., U-key Zone                                                           | U-Key Zone                                                    | 4:28  |    |    |    |    |
| 12.   | Defend Love                                                      | Nao'ymt                       | Nao'ymt                                                                       | Nao'ymt                                                       | 4:03  |    |    |    |    |
| 108.  | Sans titre (MY LOVE)                                             |                               |                                                                               |                                                               |       |    |    |    |    |
| 48:47 |                                                                  |                               |                                                                               |                                                               |       |    |    |    |    |

| 1. | Fast Car (vidéo-clip)                              | Shigeaki Kubo                                                    | 3:25 |
| 2. | Love Game (vidéo-clip)                             | Shigeaki Kubo                                                    | 3:56 |
| 3. | Wild (vidéo-clip)                                  | Caviar                                                           | 3:22 |
| 4. | The Meaning of Us (The Meaning Of Us) (vidéo-clip) | Shigeaki Kubo                                                    | 4:35 |
| 5. | Dr. (vidéo-clip)                                   | Junpei Mizusaki (Kamikaze Douga), Shuichi Sato, Yasuhiko Shimizu | 5:54 |
| 6. | Defend Love (vidéo-clip)                           | Tanakazoo & Yusuke Tanaka                                        | 4:26 |